# Koma (bande dessinée)
Pour les articles ayant des titres homophones, voir Coma et Koma.
Koma est une série de bande dessinée suisse scénarisée par Pierre Wazem et dessinée par Frederik Peeters, publiée par Les Humanoïdes associés en six volumes sortis entre 2003 et 2008.

## Genèse de l'œuvre
Frederik Peeters, dessinateur de la série, conçoit le projet de Koma au début de la création de Pilules bleues et le propose à Pierre Wazem, qui est immédiatement intéressé : {{citation|on savait dès le départ qu'on voulait créer une sorte de conte cruel, dans un environnement vaguement « steam punk », disons à mi-chemin entre Lewis Carroll et Miyazaki, avec une touche de Chaplin et de Cormac McCarthy. Le reste s'est fait tout seul.
Le travail concernant Koma était précisément réparti : « Pierre (Wazem) me donnait les scénarios clé en main, je n'avais rien à modifier. Généralement, même, quand je commençais à découper, en y mettant mon propre rythme, quand j'arrivais à la dernière ligne, j'arrivais généralement à la fin de la page 46, c'était assez miraculeux. Ça, c'est une réelle collaboration, en termes de bande dessinée ».
Pour Peeters, créer Koma était sa « sucrerie » : « ça allait très très vite à dessiner, et en même temps il y avait plein de défis techniques, de dessin pur. Des cases de foule, ou des cases de ville ou des cases de destruction, par exemple. Ça, c'est très compliqué à faire — mais là, j'éteignais une partie de mon cerveau, quand je faisais Koma ».

## Analyse
Pour Lelittéraire.com, les décors « évoquent à la fois les villes ouvrières de l'Angleterre industrielle, Blade Runner de Ridley Scott et Metropolis version Tezuka ».

## Publication
Initialement publiée en six volumes entre 2003 et 2008, la série est regroupée en une intégrale en noir et blanc sortie en mai 2010, rééditée en couleur en mars 2013 puis en juin 2014 à l'occasion des 40 ans des Humanoïdes associés,.

### Albums
- 1. La Voix des cheminées, Les Humanoïdes associés,  (ISBN 2-7316-6318-9), 8 octobre 2003
Scénario : Pierre Wazem - Dessin : Frederik Peeters - Couleurs : Albertine Ralenti
- 2. Le Grand trou, Les Humanoïdes associés,  (ISBN 2-7316-6340-5), 12 mai 2004
Scénario : Pierre Wazem - Dessin : Frederik Peeters - Couleurs : Albertine Ralenti
- 3. Comme dans les Westerns, Les Humanoïdes associés,  (ISBN 2-7316-1648-2), 9 mars 2005
Scénario : Pierre Wazem - Dessin : Frederik Peeters - Couleurs : Albertine Ralenti
- 4. L'Hôtel, Les Humanoïdes associés,  (ISBN 2-7316-1792-6), 17 mai 2006
Scénario : Pierre Wazem - Dessin : Frederik Peeters - Couleurs : Albertine Ralenti
- 5. Le Duel, Les Humanoïdes associés,  (ISBN 978-2-7316-1944-7), 29 août 2007
Scénario : Pierre Wazem - Dessin : Frederik Peeters - Couleurs : Albertine Ralenti
- 6. Au commencement, Les Humanoïdes associés,  (ISBN 978-2-7316-2188-4), 5 novembre 2008
Scénario : Pierre Wazem - Dessin : Frederik Peeters - Couleurs : Albertine Ralenti